# Ambillou
Ambillou ist eine französische Gemeinde mit 1.748 Einwohnern (Stand 1. Januar 2022) im Département Indre-et-Loire in der Region Centre-Val de Loire. Sie gehört zum Arrondissement Chinon und zum Kanton Langeais. Die Einwohner werden Ambellousiens genannt.

## Geographie
Die Gemeinde Ambillou liegt an der Bresme, etwa 19 Kilometer westnordwestlich von Tours. Umgeben wird Ambillou von den Nachbargemeinden Sonzay im Norden, Pernay im Osten, Luynes im Südosten, Saint-Étienne-de-Chigny im Südosten und Süden, Mazières-de-Touraine im Süden, Cléré-les-Pins im Westen sowie Souvigné im Nordwesten.

## Bevölkerungsentwicklung
| Jahr                       | 1962 | 1968 | 1975 | 1982 | 1990 | 1999 | 2006 | 2012 | 2021 |
| Einwohner                  | 834  | 732  | 884  | 986  | 1086 | 1301 | 1568 | 1822 | 1751 |
| Quellen: Cassini und INSEE |      |      |      |      |      |      |      |      |      |

## Sehenswürdigkeiten
- Kirche Saint-Martin (in der Pfarrei St. Kateri Tekakwitha mit Sitz in Château-la-Vallière, Dekanat Château-la-Vallière, Erzbistum Tours)
- Schloss La Trigalière

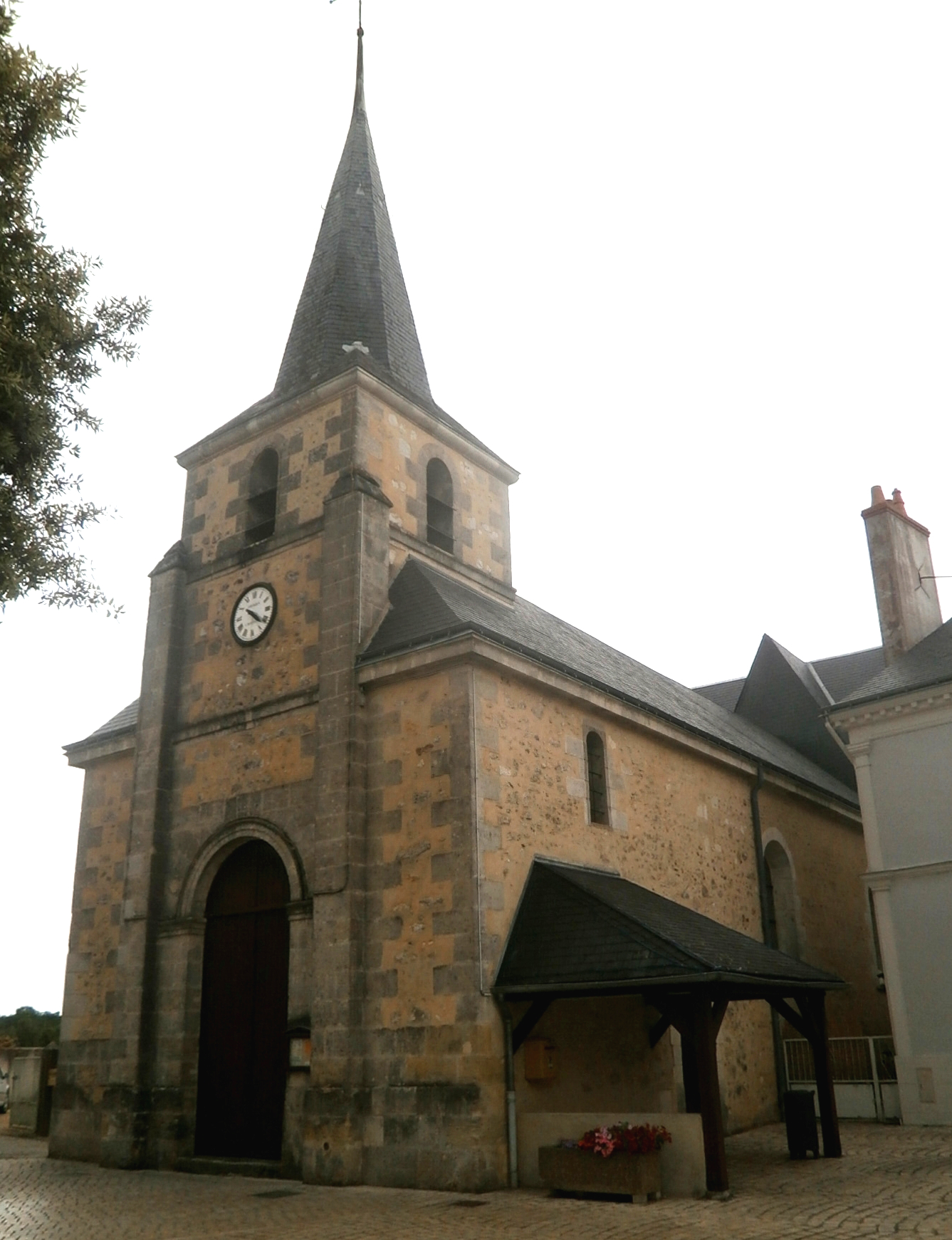
Kirche Saint-Martin